# 繁塔
繁塔位于河南开封城外东南郊处的繁台上，是全国重点文物保护单位北宋东京城遗址的组成部分。

## 历史沿革
繁台得名于一个姓繁的人家，后周的时候在繁台上修建了天清寺，北宋开宝年间（974年），又一说是太平兴国二年（977年）民间重修天清寺，并修建了一座宝塔，名为兴慈塔，也称天清寺塔，俗称繁塔。与铁塔齐名。
明朝洪武初年，明太宗见繁台直高青云，又想到有多位皇帝出此建都，必有皇气，将繁塔三层以上被铲去，以铲皇气。原来的繁塔高于铁塔，如今反而低于铁塔。繁塔现存36.68米。后在残留的三层上加盖了7级小塔。

## 建筑特点
繁塔始建时为9层6面塔，有80多米高，比开封的开宝寺琉璃塔高三十多米，民间有“铁塔高，铁塔高，铁塔只搭繁塔腰”的民谣。
唐代以前的佛塔，多为四角空心塔，如大、小雁塔，而宋以后多为八角实心塔。繁塔是四角空心塔向八角实心塔过渡的中间类型，对研究佛塔建筑具有重要的价值。
现存三层塔身的外壁嵌有数十种佛像的雕砖，刻工精美。塔内有楼梯可以登临三层。塔内各层雕有佛经和捐施者姓名。
施捐者石刻：内品监宣化门 蒋保荣 奉为 亡过父母 愿离苦生天 施此石  太平兴国七年正月五日记之

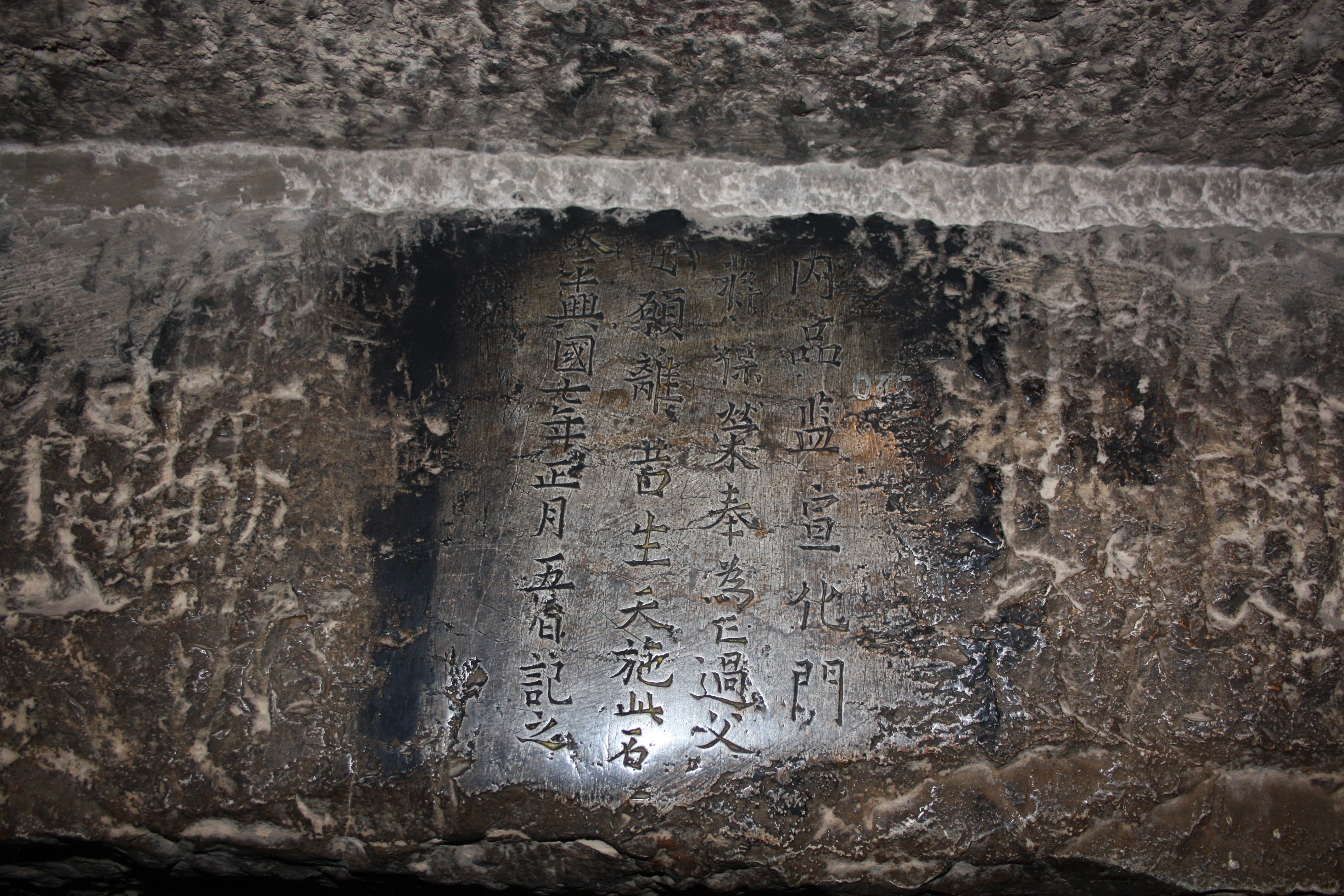
施捐者石刻